# بخش داسل، شهرستان میکر، مینه سوتا
بخش داسل (به انگلیسی: Dassel Township) یک منطقهٔ مسکونی در ایالات متحده آمریکا است که در شهرستان میکر، مینه‌سوتا واقع شده‌است.
 بخش داسل ۸۸٫۸ کیلومتر مربع مساحت و ۱٬۳۶۱ نفر جمعیت دارد و ۳۲۸ متر بالاتر از سطح دریا واقع شده‌است.